# Extrakunia
Extrakunia is een geslacht van vlinders van de familie Uilen (Noctuidae), uit de onderfamilie Psaphidinae.

## Soorten
- E. annadora Dyar, 1913
- E. comstocki Grote, 1874
- E. deceptiva McDunnough, 1920
- E. februalis Grote, 1874
- E. jocosa Guenée, 1852
- E. major Smith, 1890
- E. meadowsi Buckett, 1967
- E. sauberi Graeser, 1892